# ブラック・ウォー
ブラック・ウォー（英: Black War、直訳：黒い戦争、別名:ブラックライン作戦）は、ヴァン・ディーメンズ・ラント（タスマニア）で1800年代前半に起こったイギリス人入植者とタスマニアン・アボリジニーの争いであり、主に両者によるゲリラ戦となった。入植者側には200人を超える死者が出たが、タスマニアン・アボリジニー側の死者は600人から900人で、ほぼ全滅とされる。歴史家の間では、ブラック・ウォーをジェノサイドと定義すべきかどうかについて議論が巻き起こっている
。なお、「ブラック・ウォー」及び「ブラックライン作戦」という用語は、ジャーナリストのヘンリー・メルヴィルが1835年に造語したもの だが、歴史家のリンドール・ライアンはこれをタスマニア戦争と呼ぶべきだと主張している。ライアンはまた、両陣営からの戦没者を追悼する追悼碑の建立を求めた。

## 概要
1820年代後半にアボリジニー、入植者双方の暴力が激しくなり治安が悪化したため、ジョージ・アーサー副総督は戒厳令を発し、事実上、アボリジニーの殺害を合法とした。そして1830年後半には、後にブラックライン作戦と命名される大規模な6週間の軍事攻撃の開始を命令した。この作戦は、2200人の民間人と兵士が島の数百キロに及ぶ戦線を形成し、入植地に住むアボリジニーを南東のタスマン半島に追いやり、そこに永久に閉じ込めることを目的としていた。
ブラック・ウォーは、伝統的なアボリジニーの狩猟場であったタスマニアの地域全体に、イギリス人入植者と家畜が急速に広がったことによって引き起こされた。歴史家ニコラス・クレメンツは、アボリジニーの暴力を抵抗運動、すなわち侵略または占領している敵に対する武力行使と表現している。クレメンツによると、アボリジニーの暴力行為は当初、ヨーロッパ人の残虐行為への報復と、囚人、入植者、兵士によるアボリジニーの女性や少女の誘拐、レイプ、殺人が蔓延したことを動機としていた。さらに1820年代後半からは、入植による開拓で狩猟場が縮小し、獲物が姿を消したこと、また狩猟の危険性が高まったことで食料が手に入らなくなるという事情が加わり、飢餓に迫られたために入植者の家から食料を奪うようになった。一方、ヨーロッパ人の暴力行為は、アボリジニーの攻撃に対する恐怖心の高まりと、アボリジニーを絶滅させることが平和を維持する唯一の手段だという確信を動機としていた。クレメンツは「アボリジニーの暴力が激しさを増すにつれ、辺境の人々による復讐攻撃や先制攻撃の頻度も増していった」と述べている。
アボリジニー側の攻撃はほとんどが昼間であり、槍、石、ワディ（狩猟用の棒）などの様々な武器を使って、入植者や羊飼い、家畜を殺傷し、家や干し草の山、作物に火をつけることもあった。一方、ヨーロッパ人側の攻撃は主に夜間や明け方、民間人や兵士からなる追跡隊や放浪隊がブッシュキャンプで寝ている間を狙って行われた。双方とも女性や子供が犠牲になることが多かった。1830年以降、アーサーはアボリジニーの捕縛及び殺害に報奨金の支払いを決定した。その後、1829年からは人道主義者ジョージ・オーガスタス・ロビンソンの協力を得て、アボリジニーに降伏と移送を受け入れるよう説得する「友好的な任務」が開始される。1830年11月から1831年12月にかけて、いくつかのグループが彼の申し出を受け入れ、46人が当初は脱出不可能とされたフリンダース島に移送、収容された。1832年1月以降、アボリジニーと入植者の争いはほとんどなくなったが、その後4年間でさらに148人のアボリジニーが「大掃除」として島の北西部で捕らえられ、ハンター島、そしてフリンダース島へと移送、収容された。

## 初期の紛争
ヴァン・ディーメンズ・ランドでは、1798年末に海兵隊が商業活動を開始していたが、ヨーロッパ人がこの島に初めて本格的に進出したのは、その5年後の1803年9月、現在のホバートに近いダーウェント川のリスドンに小さな軍事前哨基地が設置されてからであった。その後5ヶ月の間に、地元のアボリジニーと入植者の間に、発砲騒ぎやアボリジニの少年が捕らえられるという事件が起こった。1804年2月に植民地の初代副総督として着任したデビッド・コリンズは、ロンドンからヨーロッパ人によるアボリジニーへの暴力行為を処罰するよう指示を受けたが、その指示を公表しておらず、そもそもこのような紛争に対処するための法的な枠組みが構築されていなかった。

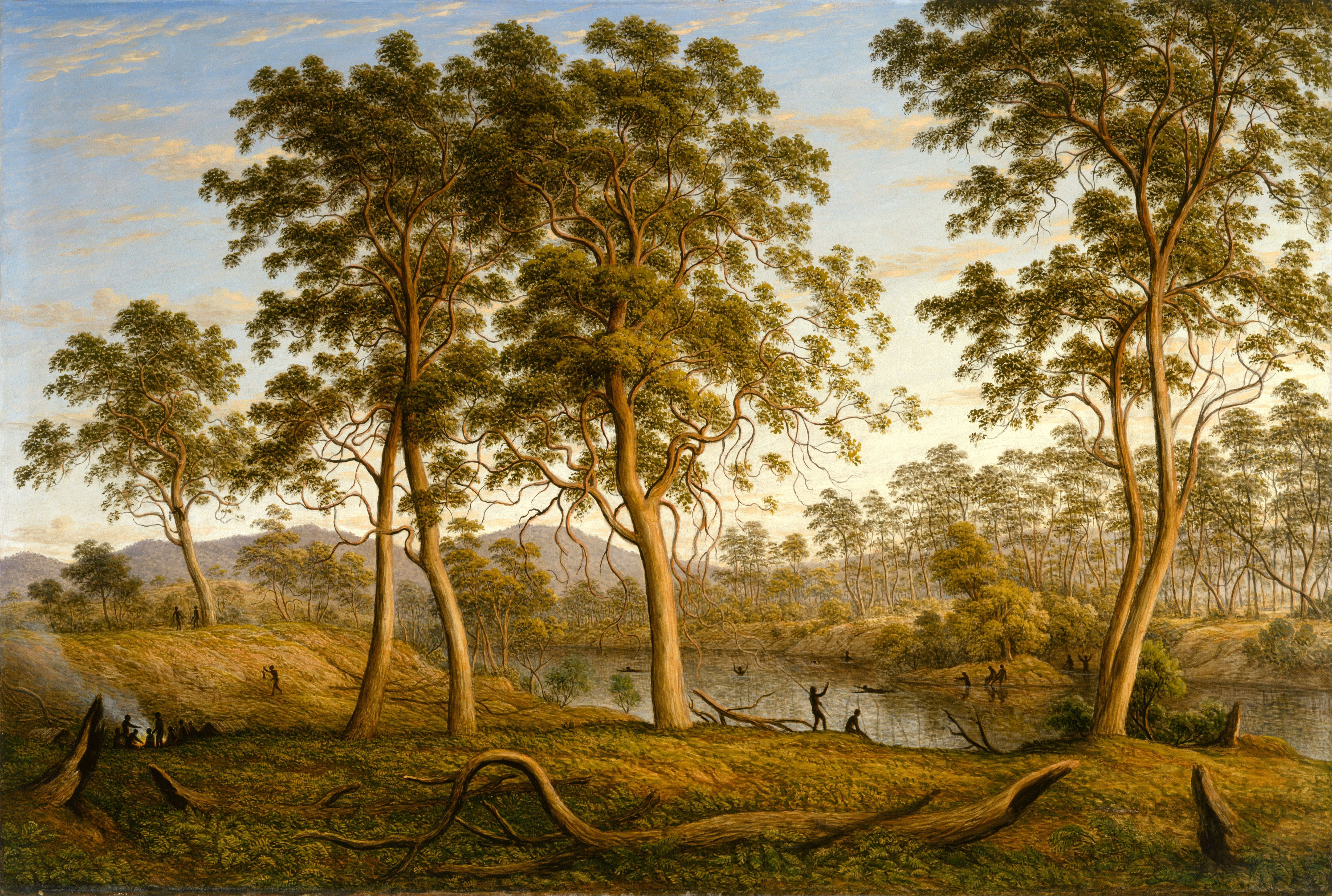
「ヴァン・ディーメンズ・ランド、ウーズ川の原住民」 1838年、ジョン・グローヴァー作。

1804年5月3日、農場で遭遇した約100人のアボリジニーの集団に、警戒したリスドンの兵士が発砲、これに入植者や囚人がライフルやピストル、マスケット銃で加勢するという事件が起こった（リスドンの大虐殺）。ロバート・ノップウッド判事はその後の調査で、5～6人のアボリジニが殺されたと述べたが、他の目撃者は50人もの男女や子供が死んだと主張した。また30人もの遺体が後に燃やされるか、腐敗した臭いを消すために埋められたという。
探検家で海軍士官のジョン・オクスレーは1810年の報告書で、北部の囚人よるアボリジニーへの「多くの残虐行為」に言及し、それがアボリジニーによる白人の単独狩猟者への攻撃につながったとしている。
1807年から1813年にかけてノーフォーク島から600人の入植者が到着したことで緊張が高まった。彼らはダーウェント川沿いやタスマニア州ローンセストンの東西に農場を作り、ヴァン・ディーメンズ・ランドの10％を占領した。1814年には12,700haの土地が耕作され、5000頭の牛と38,000頭の羊が飼育されるようになった。入植者たちは暴力を用いて土地の所有権を主張し、アボリジニーのキャンプを夜襲して両親を惨殺し、孤児となった子供たちを奴隷にするため誘拐した。この攻撃が、南東部の入植者が持つ家畜を対象にした報復攻撃を促した。1817年から1824年の間に、植民地の人口は2000人から1万2600人に増え、1823年だけでも1000以上の土地（175,704ha）が新たな入植者に与えられた。この年、ヴァン・ディーメンズ・ランドの羊の人口は20万人に達し、いわゆる入植地区は島の総面積の30％を占めていた。急速な植民地化により、伝統的なカンガルーの狩猟場は、放牧された家畜やフェンス、垣根、石垣を備えた農場へと姿を変え、一方で警察や軍のパトロールは囚人農場労働者を管理するために強化された。
しかし、1820年になると暴力行為が頻繁に起こるようになり、あるロシア人探検家はその年に「タスマニアの原住民はヨーロッパ人に対して永遠の敵意を抱いている」と報告している。 1820年代半ばからは、入植者とアボリジニー双方による襲撃事件が急増した。クレメンツによれば、入植者がアボリジニーを襲撃した主な理由は、復讐、スポーツとしての殺害、女性や子供への性的欲求、先住民の脅威の抑圧であった。ヴァン・ディーメンズ・ランドでは男女のバランスが非常に悪く、1822年には男性入植者の数が女性の数を6対1で上回り、囚人の間では16対1という高い比率になっていた。クレメンツは「先住民の女性に対する旺盛な欲望」が、ブラック・ウォーの最も重要な引き金になったと指摘し、次のように述べている。「1828年頃まではセックスが原住民を攻撃するための中心的な動機であり続けていた。」

## 危機の時代（1825～1831年）
1825年から1828年にかけて、先住民の襲撃件数は年々2倍以上に増え、入植者たちはパニックに陥った。クレメンツは「これは従来の戦争ではなく、敵は従来の方法では対処できなかった」「アボリジニーは一つの民族ではなく、いくつものバラバラな部族で構成されていた。彼らには本拠地もなければ、認識できる指揮系統もなかった。」と述べている。
1824年5月から植民地の総督を務めたジョージ・アーサーは、アボリジニーを英国法の保護下に置き、彼らを故意に殺害し続けるヨーロッパ人を告発し、裁判にかけると布告した。一方、1826年9月には、同年初めに入植者3人を槍で刺した罪で逮捕された2人のアボリジニーを絞首刑に処した。アーサーは刑の執行がさらなる残虐行為を防ぎ、融和的な行動につながると期待していた。しかし、1826年9月から11月にかけて、さらに6人の入植者が殺害された。その中にはキャンベル・タウンの「立派な入植者」であるジョージ・テイラー・ジュニアも含まれており、彼の遺体は「たくさんの槍で突き刺され、石やワディで殴られた頭部はひどく粉々になっていた」と報道された。これに対してコロニアル・タイムズ紙は「自衛は自然の第一法則である。政府は先住民を追い出さなければならない。そうしなければ、彼らは野獣のように狩られ、破壊されるだろう！」と主張するとともに、すべてのアボリジニーを定住地区からバス海峡の島に強制的に移住させるよう求めた。

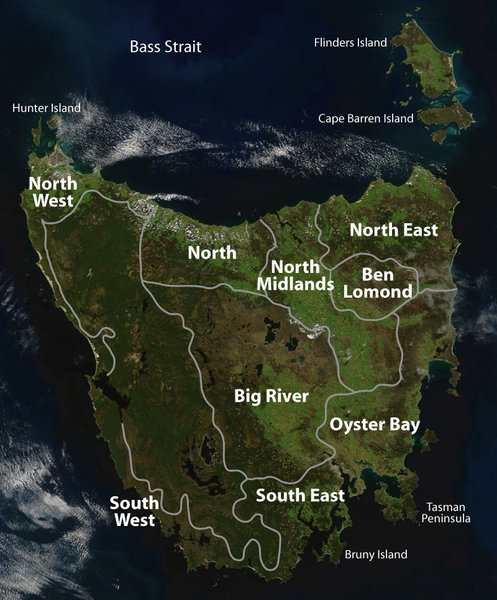
ヨーロッパ人が最初に接触した時のタスマニアの部族の地図

パニックの高まりに対応して、アーサーは1826年11月29日に政府通達を行い「認定された国家から侵略を受けた場合と同様に」入植者やその財産が攻撃されたとき、アボリジニを殺すことができると宣言した。この通達はコロニアル・タイムズ紙ではアボリジニーに対する宣戦布告と受け取られ、入植者の中には「彼らを撃ち殺すのは崇高な使命だ」と考える者もいた。しかしクレメンツは、アボリジニーを殺すことの合法性は入植者には明らかにされていなかったと考えており、歴史家のリンドール・ライアンは「アーサーには彼らを降伏させる以外の目的はなかった」と主張している。
1826年から7年にかけての夏、アボリジニーのビッグ・リバー、オイスター・ベイ、ノース・ミッドランズ氏族は、農場の家畜飼育者に槍を突き刺し、入植者とその羊や牛は、カンガルーの狩猟場から移動するよう要求した。これに激しく反発した入植者により多くの大量殺戮が行われたが、当時はあまり報道されなかった。1826年12月8日、キッカーターポラーが率いる一派がタスマニア州リッチモンド近くのバンク・ヒル農場で農場監督を脅したが、その翌日にはフット第40連隊の兵士がオイスター・ベイ国のアボリジニ14人を殺害し、キッカーターポラーを含む9人を捕らえて投獄した。1827年4月、今度はロンセストンの南、キャンベル・タウン近くのマウント・オーガスタスにあるヒュー・マレーの農場で2人の羊飼いが殺害された。この報復として、第40連隊の分隊を伴った入植者の一団は、夜明けに無防備なアボリジニのキャンプに攻撃を仕掛け、70人ものアボリジニの男性、女性、子供を殺害した。3月と4月にも何人かの入植者と囚人の使用人が殺され、追撃隊は夜明けの襲撃で報復攻撃を行った。1827年5月、オイスターベイのアボリジニーがタスマニア州スワンシー近くのグレート・スワンポートで家畜管理人を殺害し、これに対して兵士、野戦警察、入植者、家畜管理人の一団が犯人のキャンプに夜襲をかけた。報告書にはこう記されている。「小さな焚き火を囲んでいる暗い集団に、一斉に銃弾を打ち込み、相当数を殺害した。」

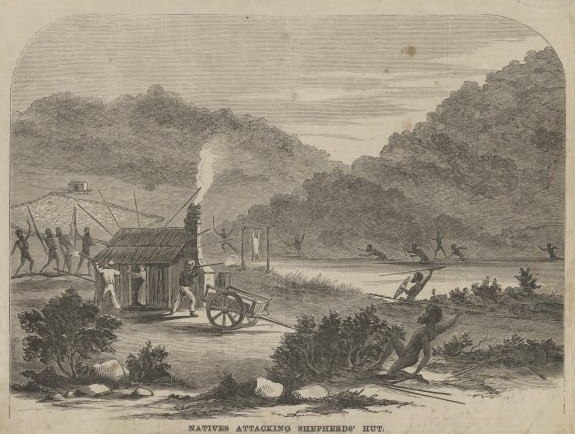
タスマニアのアボリジニーが羊飼いの小屋を襲う様子。サミュエル・カルヴァート作。

 ライアンの計算によると、1826年12月1日から1827年7月31日までの8ヶ月間に、入植地で15人の入植者を殺したことへの報復として、200人以上のアボリジニーが殺された。1827年11月にソレル・バレーで行われた1回の追跡で、オイスター・ベイに住む150人の一族全員が殺された可能性があり、アボリジニーの人口数は大幅に減少した。9月、アーサーはさらに26人の野戦警察官を任命し、第40連隊とニュー・サウス・ウェールズ・ロイヤル・ベテラン・カンパニーから55人の兵士を開拓地に配備して、対立の激化に対処した。1827年9月から翌年3月までの間に、開拓地では少なくとも70件のアボリジニの襲撃が報告され、20人の入植者の命が奪われた。1828年3月までに、アーサーによる1826年11月の公式通知から16ヶ月間の入植地での死者数は、入植者43人、アボリジニー350人に上った。しかしその頃になると、アボリジニーは入植者を殺すことよりも、パンや小麦粉、紅茶を盗む、入植者の庭からジャガイモやカブを掘り起こすなど、略奪により食料を得ることを重視しているという報告が届いていた。
アーサーはロンドンの植民地庁長官に、アボリジニの人々が「白人が自分たちの国を占領し、狩場を侵害し、自然の恵み、貴重な食糧であるカンガルーを殺害したとすでに訴えている」と報告し、メモの中でアボリジニの人々を「島の離れた場所に、彼らのために厳密に確保し、食料と衣類を供給し、保護を与える...彼らが平和的に一定の範囲に留まることを条件に」定住させることを提案する。さらにアーサーはタスマニアの北東海岸を保護区とし「彼らの習慣がより文明的になるまで」そこに隔離するのが望ましいとした。長官はこの提案を受けて、1828年4月19日に「アボリジニーを白人居住者から分離する布告」を発表し、アボリジニーと入植者の接触を規制・制限するために島を2つに分割した。北東部は、豊富な食料、河川、河口、湾、そして温暖な気候のため、多くのアボリジニーが伝統的に訪れていた地域で、かつ入植者がほとんどいない地域だった。しかし、この布告は、定住地区からアボリジニーを追い出すために武力を行使することを初めて公式に認めたものであった。歴史家・作家のジェームズ・ボイスは「（この布告により）どんなアボリジニーも、政府がわざわざ定義していない印のない国境を越えただけで、合法的に殺されるようになった」と指摘している。
1828年4月、ロンドンの植民地政府関係者に宛てた手紙の中で、アーサーはこう認めている。
私たちが最初の侵略者であることは間違いありません。時折、森に逃げ込んだ囚人の中の自暴自棄な人物が、間違いなく原住民に最大の暴行を加えています。私の義務は明らかにその影響を取り除くことです。この対策を達成するためには、アボリジニーが入植地に入ることを完全に禁止する以外に、現実的な方法はないと思われます。..」。」
アーサーは、第40連隊と第57連隊の約300人の部隊を辺境と定住地区にある14の軍事拠点に配置し、国境警備にあたらせた。この戦術はアボリジニーの攻撃を抑止し、1828年の冬の間、定住地区はほとんど被害を受けることはなかった。ただし、その一方で国境に姿を見せた無害なアボリジニーのうち、オイスターベイの一族16人が、7月にイースタン・ティアの野営地で第40連隊の分隊に殺されている。

### 戒厳令（1828年11月）

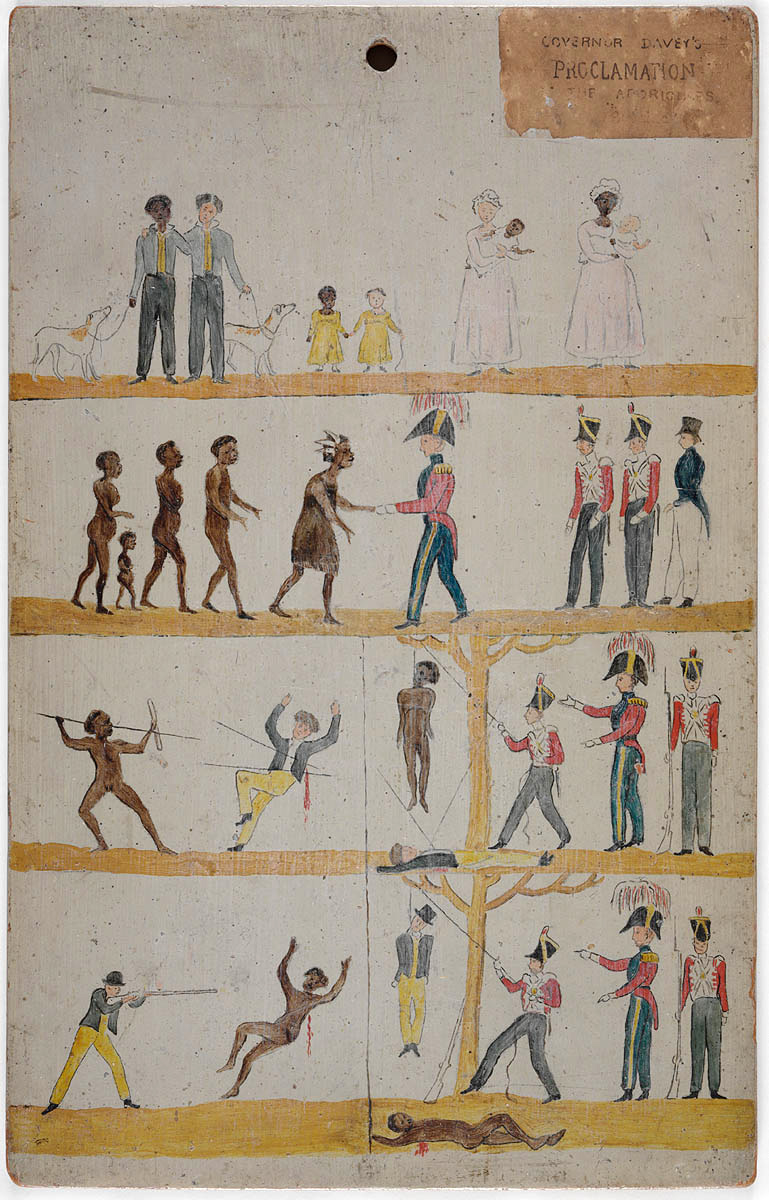
「デービー知事の宣言文」1830年頃、アーサー総督の時代にヴァン・ディーメンズ・ランドで描かれたもの。木に釘付けされた布告板は、植民地の人々とアボリジニが法の下で平等であることを示すためのもので、ブラック・ウォーの真っ只中には存在しなかった「友好と平等な正義」の方針が描かれている。

定住地区の平和への希望は、春には打ち砕かれた。8月22日から10月29日の間に、オイスター・ベイとビッグ・リバーの一族が家畜小屋を襲撃し、ベン・ローモンドとノースの一族が東西のナイル川とミアンダー川に沿って家畜小屋を焼き払ったため、39件のアボリジニの攻撃で15人の入植者が死亡した（約2日に1件の割合）。10月初旬からは、オイスターベイの戦士が入植者の女性や子供を殺し始めた。暴力のエスカレートに激高したアーサーは、自身と最高裁長官、植民地財務長官からなるヴァンディーメンズ・ランドの執行評議会を招集し、11月1日に「国王の公然の敵」となった定住地区のアボリジニに対して「戒厳令」を布告した。戒厳令の布告は「反逆者や敵に対して、自衛に由来する戦争中の殺傷権を行使する便利な方法として」使われる王権であり、これは事実上の総力戦を宣言するものであった。兵士たちは、令状なしで逮捕したり、入植地で抵抗するアボリジニを見つけ次第射殺する権利を持つようになった。ただし布告は入植者に対し、以下のようにも命じていた。
—他の手段で原住民を誘導したり強制したりして、先に戒厳令の運用から除外したこの島の場所や部分に退避させることができるならば、いかなる場合も実際の武器使用に頼らないこと、流血をできる限り防ぐこと、自首する可能性のある部族はあらゆる程度の人道的な扱いを受けること、無防備な女性や子供は必ず救うこと。"
戒厳令は3年以上にわたって施行され、オーストラリア史上最長の戒厳令期間となった。
戒厳令が発令された時点では、5つの氏族に属する約500人のアボリジニーが定住地区で活動していたが、アーサーが最初にとった行動は、民間の部隊に彼らの捕獲を開始するよう促すことだった。11月7日、リッチモンドから派遣された一団は、1827年2月にノーフォーク平原で牧童を襲撃して死亡させたとされるウマーラと、彼の妻と子供を含む4人を捕らえた。ウマーラは反抗的な態度を取り続け、リッチモンドで1年間にわたって投獄された。アーサーはその後、第39（ドーセットシャー）フット連隊、第40連隊、第63連隊からなる8～10人の軍事パトロール隊、すなわち「追跡隊」を設立し、一度に2週間ほど現場に留まり、開拓地でアボリジニーの捜索と掃討を命じた。1829年3月までに、23の軍団、合計約200人の武装した兵士が開拓地を歩き回ったが、その主な目的は殺害だった。3月までの報道によると、戒厳令が発令されて以来、約60人のアボリジニーが殺され、15人の入植者が犠牲になった。

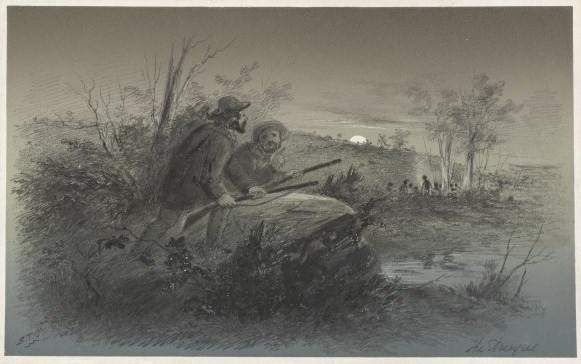
アボリジニーのキャンプへの夜間の懲罰的襲撃。サミュエル・トーマス・ジル作。

アボリジニーの攻撃は入植者の怒りと復讐心を煽ったが、クレメンツによれば、入植者が経験した主な感情は恐怖であった。
1829年の冬、開拓地の南部は戦場と化し、後にアボリジニーの人々は親族が虐殺され、身体を切り刻まれたキャンプ場を確認した。さらに、アボリジニーの人々は食料や毛布を求めて入植者の小屋を襲撃したり、ジャガイモを掘り起こしたりしていたが、彼らも殺されてしまったという事件がいくつか報告されている。アーサーはアボリジニーの人々を和解させるために、4枚のパネルからなる「宣言板」の配布を手配した。このパネルには、アボリジニーと入植者が平和に共存している様子が描かれており、また、どちらかが暴力を振るった場合の法的な結果も示されていた。つまり、アボリジニーが入植者を殺した場合は絞首刑になるが、入植者がアボリジニーの人々を殺した場合も絞首刑になるということだった。しかしヴァン・ディーメンズ・ランドで、入植者がアボリジニーへの暴行や殺害で起訴されたり、裁判にかけられたりした事実はない 。
アボリジニーは入植者への攻撃を続け、1829年8月から12月の間に19人の入植者を殺害した。この年の合計は33人で、1828年より6人多かった。被害者の中には、ボスウェルの家で焼き殺された使用人や、体を切断された入植者もいた。しかし入植者の報復はそれ以上に激しく、ある遠征隊の報告書には、一晩でキャンプを襲撃した結果「ひどい殺戮」が行われたと記されている。1830年2月下旬、アーサーは捕らえたアボリジニーの大人1人につき5ポンド、子供1人につき2ポンドの懸賞金を導入し、さらに第40連隊からのインドへの分遣隊派兵を止め、西オーストラリアの第63連隊に増援を要請したが、成功しなかった。また、4月には、辺境の開拓地で囚人の数を大幅に増やすことが入植者の保護につながるとロンドンに進言し、すべての囚人輸送船をヴァンディーメンズ・ランドに迂回させるよう明確に要請した。

### アボリジニー委員会

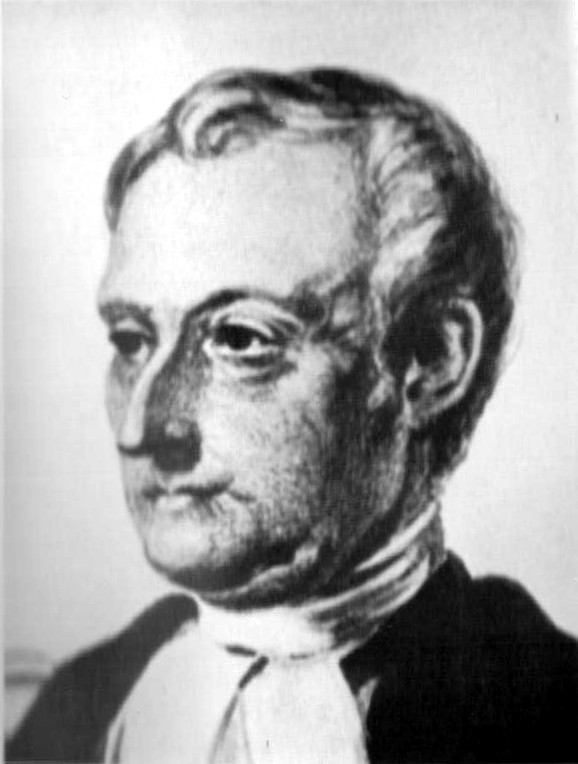
アボリジニー委員会のトップだったウィリアム・ブロートン大司教

1830年3月、アーサーは英国国教会のウィリアム・ブロートン大司教を、6人からなるアボリジニー委員会の委員長に任命し、アボリジニーが持つ敵意の原因を調査し、暴力や財産の破壊を止めるための対策を練らせた。1828年11月に戒厳令が発令されてから16ヶ月が経過し、その間にアボリジニーによる入植者への襲撃は120件、死者は約50人、負傷者は60人を超えていた。同じ期間に少なくとも200人のアボリジニーが殺害されており、その多くは6人以上の集団殺害であった。提出された意見の中には「強力な毒を染み込ませた小麦粉と砂糖を入れたおとり小屋」の設置や、猟犬を使ってアボリジニーを根絶やしにすること、マオリ族の戦士をタスマニアに連れてきてアボリジニを捕まえ、奴隷としてニュージーランドに連れて行くことなどが提案された。この調査中にも2月だけで30件の事件が発生し、7人のヨーロッパ人が殺害されるなど、敵対行為はさらに激化していた。
1830年3月に発表された報告書の中で、委員会は「（アボリジニーは）すでに入植者を侮ったり、火器を恐れたりしないことは明白である」と指摘した。委員会の報告書は懸賞金制度を支持し、騎馬警察のパトロールを増やすことを推奨するとともに、入植者には十分な武装と警戒心を保つよう求めた 。アーサーは彼らの報告書を英国陸軍士官のジョージ・マレー卿に提出し、囚人と囚人監督者がアボリジニーに対して非常に非人道的な行為をしていたが「この植民地のアボリジニ原住民は今も昔も最も背信的な民族であり、彼らが自由入植者から常に経験してきた親切と人道は、彼らを多少なりとも文明化する傾向にはないことがますます明らかになってきた」と主張した  。マレーはこれに対し、近い将来タスマニアのアボリジニー種族すべてが絶滅する可能性があり、先住民の絶滅を宣言的または隠蔽的に狙った行動は英国政府の評判に消えない汚点を残すことになる、と返信している。
アボリジニーとの友好的な触れ合いや襲撃の減少を受けて、アーサーは8月19日に政府通知を出し、先住民の「敵対的な態度が少なくなってきた」ことに満足し、入植者たちには慎重に「この憐れな者たちに対する攻撃行為を控え」、彼らが食事をしたり旅立ったりするのを許すよう勧告した。しかし、それでも攻撃は続き、市民のパニックと怒りが高まったため、1週間後に開かれた行政評議会では、入植者とビッグ・リバーやオイスター・ベイの氏族との「絶滅戦争」になりかねない状況を終息させるために、本格的な軍事作戦を決定した。10月1日にはヴァンディーメンズ・ランド全体に戒厳令が敷かれ、アーサーは健常な男性入植者全員に、10月7日に入植地内の7つの指定場所のいずれかに集合し「この惨めな人々」を地域から一掃するための大規模な運動に参加するよう命じた。後にブラックライン作戦として知られるようになったこのキャンペーン は、植民地の報道機関に熱狂的に迎えられた。ホバート・タウン・クーリエ紙は「（入植者が）目の前にある壮大で輝かしい目的を達成するためには、説得が必要なのではないか」と述べている。

### 北西部の紛争
1825年、島の北西部では、ヴァン・ディーメンズ・ランド・カンパニーに雇われていた入植者とアボリジニーとの間に、アボリジニー女性への暴行や拉致、カンガルーの群れの殺戮が原因で紛争が発生した。1827年には、入植者の羊飼いがアボリジニー女性に痴漢行為を働いたため、その報復として羊飼いが槍で刺され、100頭以上の羊が殺された。これに対して入植者の一団がアボリジニのキャンプ場を夜明けに襲撃し、12人を殺害した。この争いは1828年2月10日の「グリム岬の虐殺」に発展する。マスケット銃で武装した羊飼いたちによって、崖の下で貝を採っていた30人ものアボリジニーが待ち伏せの上、殺害されたのである。
1829年8月21日、現在のバーニー近くにあるエミューベイで、4人のカンパニー社員がアボリジニー女性の背中を撃った後、斧で殺害した。この地域では暴力行為が続き、1831年7月と10月に3人の社員が槍で刺されて死亡し、羊や牛にも大きな被害が出ていた。北西部のアボリジニー氏族の人口は1820年代には700人から300人に減少し、羊飼いたちがアボリジニーを見たら撃つと誓っていた北部では、1826年には400人いた人口が1830年半ばには60人以下にまで減少した。紛争は1834年に一旦停止したが、1839年9月から1842年2月にかけて再開され、アボリジニーは少なくとも18回、カンパニーの人間や財産を襲撃した。

## ブラック・ライン作戦（1830年10月～11月）
ブラック・ライン作戦は、ヴァン・ディーメンズ・ランドの全守備隊の半分強に当たる約550人の兵士と、738人の囚人、912人の自由入植者・民間人の計2200人で構成されていた。全面的な統制をとっていたアーサーは、第63連隊のショルト・ダグラス少佐を部隊の指揮官に任命した。その目的は、9つのアボリジニー氏族のうち4つの氏族を前線に閉じ込め、フォレスティア半島を越えてイースト・ベイ・ネックまで、そしてアーサーがアボリジニ保護区に指定したタスマン半島まで追い込む挟撃作戦をとることであった。
10月中旬に2つの師団が合流したものの、地形の問題からすぐに包囲網は破られた。この作戦の唯一の成功は、10月25日の夜明けの待ち伏せで、2人のアボリジニが捕らえられ、2人が殺されたことだった。ブラックライン作戦は11月26日に終了した。
ライアンの推定では、島全体で300人、ブラックライン作戦が展開されていた地域では200人のアボリジニが生存しているのがやっとだった。しかし彼らは作戦期間中、ラインの前後を問わず入植者を少なくとも50回は攻撃し、しばしば小屋を略奪して食料を得ていた。

## 降伏と排除
1830年から31年にかけての夏、アボリジニーの攻撃は低レベルになり、コロニアル・タイムズ紙は、敵は一掃されたか、恐怖で行動しなくなったのではないかと推測し、コロニストの平和への期待は高まった。しかし、北部は依然として危険な場所であることに変わりはなく、1月29日にはデイリー・プレインズで入植者の女性が殺害され、彼女の夫が同様の襲撃を受けて亡くなった。その3ヶ月後には、3月にはイースト・タマー（East Tamar）の庭で作業をしていた、乳児を抱えた母親が槍で刺されて死亡している。1830年の250件に対し、1831年は70件と前年の3分の1以下になったものの、入植者たちは依然として恐怖を感じており、多くの男性が仕事に出るのを拒んでいた。

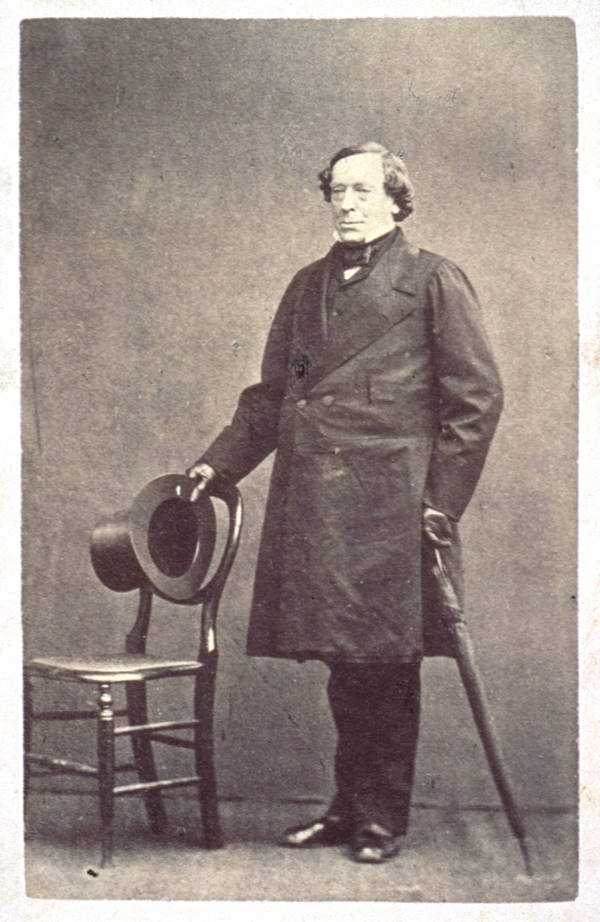
ジョージ・オーガスタス・ロビンソン

しかし、アボリジニー委員会が新たな一連の公聴会で発見したように、福音主義的な人道主義の活動からはポジティブなニュースも生まれていた。ジョージ・オーガスタス・ロビンソンは、1829年にブルーニー島のアボリジニーのための配給所の倉庫係に任命されていた。ロビンソンは1830年1月から島中を探検してアボリジニーと接触し、11月には13人のアボリジニーを降伏させ、700人と推定される「アボリジニーの全人口」を排除できるとアーサーに手紙を書いた。1831年2月4日の新たな報告書の中で、アボリジニー委員会はロビンソンの「融和的な任務」と、現地の言語を学び「政府と入植者が一般的に彼らに対して親切で平和的な意図を持っていることを説明する」努力を賞賛した。委員会は降伏したアボリジニーをバス海峡のバンシタート島に送るべきだと提言した。しかし、委員会は入植者にも警戒を怠らないよう求め、最も離れた家畜小屋に武装した集団を配置することを推奨した。これを受けて、150もの家畜小屋が待ち伏せ場所に変えられ、先住民の移動ルート上に軍事基地が設置され、スプリング・ベイ、リッチモンド、ブレイク・オデイ・プレインズに新しい兵舎が建設された。
アーサーの融和的なアプローチとロビンソンの「友好的な使命」への支持は、植民地の人々や入植者の報道機関から広く非難された。島の北部高地にあるグレート・ウェスタン・ティアで、明らかに空腹で寒さに耐えられず自暴自棄になっているアボリジニーが、真冬に激しい襲撃を繰り返したことで、その非難はさらに高まった。これらの襲撃は、1831年8月31日に北海岸のポートソレルで船長のバーソロミュー・トーマスと監督のジェームズ・パーカーが殺害されたことで最高潮に達した。この殺害事件は、実際にはブラック・ウォーの最後の事件となったが、植民地財務長官の弟であるトーマスがアボリジニーに同情的であり、地元の先住民を融和させようとしていたこともあって、かつてないほどの恐怖と怒りの波を引き起こした。ロンセストン・アドバタイザー紙は、残された道はアボリジニの「完全な絶滅」だけだと宣言し、別の新聞では、これからの季節に先住民がさらに大きな残虐行為に走るのではないかと危惧していた。数週間後、タスマニア州スワンシーでグループが小屋を襲ってパニックを引き起こし、10月下旬には100人の武装した入植者がフレシネ半島の狭い部分に戦線を張り、半島に渡った数十人のアボリジニーを捕えようとした。しかしアボリジニーは夜闇をついて脱出に成功し、4日後には戦線は放棄された。
1831年12月31日、ロビンソンと約14人のアボリジニー使節の一行は、オイスターベイとビッグリバーの氏族が合併したマイレムネル族28人に降伏を促した。トンガロンターとモンペリアターに率いられた男性16人、女性9人、子供1人の小さなグループは、かつて島で最も強力な一族の一つであったため、ホバート・タウンの多くの人々は、ロビンソンが彼らと一緒にガバメント・ハウスに向かうメイン・ストリートを歩いている間、通りに並んで眺めていた 。彼らはフリンダース島のワイバレナの入植地に送られ、それまでに捕らえられていた別の40人のアボリジニーと合流したが、島に収容されていた別の20人は以前に死亡していた。5月下旬には、キッカーポラーやウマーラなど、さらに多くの人々がインフルエンザに感染して死亡した。
12月の降伏により、ブラック・ウォーは事実上終結した。1842年までは北西部で孤立した暴力行為が続いていたが、それ以降は定住区での暴力行為の報告はなかった。
戒厳令は、降伏が公表された2週間後の1832年1月に撤回され、1832年5月28日には捕虜となったアボリジニーに対する懸賞金が廃止された。1832年2月、ロビンソンは西部、北西部、ロンセストン地域への数回にわたる遠征の第1回目に着手し、残存するアボリジニーを降伏させた。ロビンソンは、この戦略はアボリジニー自身のためであり、英国文明とキリスト教の恩恵を受けながら入植者の手による絶滅から彼らを救うことができると信じていた。しかし、保護されていない彼らは激しい敵意にさらされていると警告した 。ロビンソンはいくつかの小グループを説得してフリンダース島に移送したが、そこで多くの人々が肺炎で死亡した。1833年初頭からは、暴力がなくなったにもかかわらず、北東部のアボリジニーを武力で捕らえるようになった。タスマニアの北西端にあるハンター島と西海岸のマッコーリー湾にある流刑地の両方が、捕らえられたアボリジニを拘留するために使われたが、多くの人がすぐに病気にかかり、死亡率は75％にも達した。ロビンソンはマッコーリー湾の流刑地の状況についてこう述べている。「死亡率は恐ろしく、その被害は前例がなく、恐るべき災難だった。」1833年11月、生き残っていたアボリジニーは全員、マッコーリー湾からフリンダース島に移送された。
1835年初頭には300人近いアボリジニーが投降したと、ロビンソンは植民地長官に報告している 。島の男性は林地の開拓、道路の建設、柵の設置、羊の毛刈りなどを、女性は洗濯、裁縫教室、授業への参加などを求められた。フリンダース島のワイバレナ集落では伝染病が多発し、1833年に約220人いた人口が1847年には46人にまで減少した。

## 犠牲者の数
イギリス人が最初に到着した1803年のタスマニアのアボリジニの人口は、3,000人から7,000人と推定されている。リンドール・ライアンは人口調査の分析から、島の9つの地域に約7,000人が分散していたと結論づけた。 しかし、ニコラス・クレメンツは、ブライアン・J.B・プロムリーやリース・ジョーンズ（考古学者）の研究を引用し、3,000～4,000人と推定している。
| 経過                              | アボリジニーの 犠牲者（推定） | 入植者の 犠牲者 | 合計 |
| --------------------------------- | ----------------------------- | --------------- | ---- |
| 1823年11月—1826年11月             | 80                            | 40              | 120  |
| 1826年12月—1828年10月             | 408                           | 61              | 469  |
| 1828年11月—1832年1月 （戒厳令下） | 350                           | 90              | 440  |
| 1832年2月—1834年8月               | 40                            | 10              | 50   |
| 合計                              | 878                           | 201             | 1079 |

ホバート地域では暴力沙汰が報告され、植民地北部のタスマニア州ジョージタウンでは、副総督のウィリアム・パターソンが兵士に命じて、アボリジニーを見つけたらどこでも撃ち殺すようにしたと考えられている。1806年以降、この地域のノース・ミッドランドの一族は事実上消滅した。 1809年、ニュー・サウス・ウェールズ州の調査官ジョン・オクスレーは、白人によるカンガルー狩りによって植民地全体で「原住民の間でかなりの犠牲者が出ている」と報告した。入植者の一人である囚人冒険家のジャーゲン・ジャーゲンセンも、入植者が「平気で嫌がらせをする」ため、植民地の最初の6、7年間でアボリジニーの数が大幅に減少したと主張している。1819年には、アボリジニーと入植者の人口はそれぞれ約5,000人でほぼ同数であったが、入植者の間では男性が女性を4対1で上回っていた。この段階では両人口は健康で、感染症の流行は1820年代後半までみられなかった。
ライアンはコロニアル・タイムズ紙の推定値から、ブラック・ウォーが始まった1826年、定住地区に住んでいたアボリジニの数は1200人だったとしている 。一方、クレメンツはタスマニア東部のアボリジニー人口は1000人程度であったと考えている。
歴史家たちは、ブラック・ウォーの総死亡者数の推定には違いがあり、その理由はアボリジニー殺害のほとんどが報告されていないためだとしている。1828年に発行されたコロニアル・アドヴォケイト紙は「田舎では先住民が『たくさんのカラスのように撃たれた』という事例が発生しているが、それが公になることはない」と報じている。 上の表は、アボリジニーと入植者の死亡者数を示したもので、ライアンが書いた定住地区での紛争の統計に基づいている。
タスマニアのアボリジニーのうち、紛争で生き残ったのは約100人で、クレメンツは、ブラック・ウォーの開始時には先住民の人口が約1000人だったと計算しているため、その間に900人が死亡したと結論づけている。彼は、約3分の1が内紛や病気、自然死で亡くなったと推測しており、辺境での暴力で亡くなった人は「保守的かつ現実的」に600人と見積もっているが、次のようにも述べている。「本当の数字は、400人くらいか、1000人くらいかもしれません。」

## ジェノサイドとしての分析
タスマニアのアボリジニの人口をほぼ全滅させたことは、ロバート・ヒューズ（評論家、ジェームズ・ボイス、リンドール・ライアン、トム・ローソンなどの歴史家によって、ジェノサイド行為と表現されている。ジェノサイドの概念を提唱したラファエル・レムキンは、タスマニアにもジェノサイドがあったと考えていた。タスマニアは世界でも有数の明確なジェノサイド（大量虐殺）の現場とされ、ヒューズはアボリジニーであるタスマニア人の喪失を「イギリス植民地時代の歴史における唯一の真のジェノサイド」と表現している。
ボイスは、1828年4月の「アボリジニーを白人居住者から分離する宣言」は「アボリジニーであること以外の理由はない」という理由でアボリジニーに対する強制力を認めていると主張し、1832年以降、入植者との戦いをあきらめたアボリジニーのタスマニア人をすべて排除するという決定は、極端な政策的立場であったと述べている。彼は「1832年から1838年までの植民地政府は、ヴァン・ディーメンズ・ランドの西半分を民族浄化し、追放された人々を無慈悲にもその運命に委ねたのである」と結論づけた。1852年、作家ジョン・ウェストは著「タスマニアの歴史」において、タスマニアのアボリジニの抹殺を「組織的な大虐殺」の例として描いている。1979年のポール・コー事件では、ライオネル・マーフィー裁判官が「アボリジニの人々は平和的に土地を放棄したのではなく、（タスマニアではほぼ完全な）大量虐殺に相当する方法により、殺されたり、強制的に土地から追い出された」という見解を示した。
歴史家のヘンリー・レイノルズは、辺境戦争の間、入植者たちからアボリジニーの「絶滅」や「抹殺」を求める声が高まっていたと述べている。 しかし、彼はイギリス政府が入植者の行動を抑制する源として機能していたとも主張している。1830年11月にジョージ・マレー卿がアーサーに宛てた手紙には、タスマニア人の絶滅は「英国政府の性格に消えない汚点を残すことになる」と警告している ので、この出来事は1948年の国連条約で定められているジェノサイドの定義には当てはまらないと言う。彼はアーサーがアボリジニーを倒して土地を奪うことを決意していたと述べているが、彼がその目的を超えてタスマニア民族の滅亡を望んでいたという証拠はほとんどないと考えている。
クレメンツは、第二次世界大戦におけるナチスのユダヤ人虐殺、フトゥスのツチ族虐殺、現在のトルコにおけるオットマンのアルメニア人虐殺など、イデオロギー的な理由で行われた虐殺決定とは異なり、タスマニアの入植者は主に復讐と自己保存のために暴力に参加したとしている。さらに彼は「性欲や病的なスリルを求めていた者でも、原住民を絶滅させるためのイデオロギー的な原動力はなかった」とも述べている。彼はまた、大量虐殺は敗戦国や捕虜などの弱い立場の少数民族に行われるが、タスマニアの原住民は植民地の人々にとって「有能で恐ろしい敵」であり、双方が非戦闘員を殺した戦争の中で殺されたのだと論じている。
ローソンはレイノルズを批判し、大量虐殺はヴァン・ディーメンズ・ランドの植民地化を目的とした政策の、必然的な結果であったと主張している。彼によれば、イギリス政府はタスマニア人に対する分割統治と「絶対的な力」の使用を支持し、ロビンソンの「友好的な使命」を承認し、その使命を1832年からの民族浄化キャンペーンに変えることに共謀したのである。フリンダース島では、アボリジニーはヨーロッパ人のように土地を耕し、ヨーロッパ人のように神を崇めることを教えられたとし、ローソンはこう結論づけている。「フリンダース島で行われた変革のキャンペーンは、文化的大虐殺に等しい。」

## 文学上での言及
H・G・ウェルズはこの戦いについて、『宇宙戦争』の序文で次のように触れている
（訳注：火星人の侵略について考えるに際して）。
「われわれ人間は、自らが行ってきた無慈悲で徹底した破壊という所業を思い起こす必要がある。それも、バイソンやドードーといった動物を絶滅させただけでなく、われわれの劣等な近縁種たちまでも手にかけてきたことを。タスマニア人たちは、われわれ人とよく似ていたにもかかわらず、ヨーロッパからの移民が行った駆除作戦によって、50年のうちに絶滅させられてしまったのだ。」
（原文："We must remember what ruthless and utter destruction our own species has wrought, not only upon animals such as the vanished bison and dodo, but also upon its own inferior races. The Tasmanians, in spite of their human likeness, were entirely swept out of existence in a war of extermination waged by European immigrants, in the space of fifty years." ）

## 参考資料
- Boyce, James (2010), Van Diemen's Land, Melbourne: Black Inc, ISBN 978-1-86395-491-4
- Broome, Richard (2010), Aboriginal Australians, Sydney: Allen & Unwin, ISBN 978-1-74237-051-4
- Calder, Graeme (2010), Levée, Line and Martial Law, Launceston: Fullers Bookshop, ISBN 978-0-64653-085-7
- Clements, Nicholas (2014), The Black War, Brisbane: University of Queensland Press, ISBN 978-0-70225-006-4
- Clements, Nicholas (2013), Frontier Conflict in Van Diemen's Land (PhD thesis), University of Tasmania
- Hughes, Robert (1987), The Fatal Shore, London: Pan, ISBN 0-330-29892-5
- Lawson, Tom (2014), The Last Man, London: I.B. Taurus, ISBN 978-1-78076-626-3
- Reynolds, Henry (2001), An Indelible Stain?, Sydney: Penguin, ISBN 978-0-67091-220-9
- Ryan, Lyndall (2012), Tasmanian Aborigines, Sydney: Allen & Unwin, ISBN 978-1-74237-068-2
- Turnbull, Clive (1948), Black War, Melbourne: F.W. Cheshire Ltd